# Glenn Branca
 Der er for få eller ingen kildehenvisninger i denne artikel, hvilket er et problem. Du kan hjælpe ved at angive troværdige kilder til de påstande, som fremføres i artiklen.

Glenn Branca (født 6. oktober 1948, Harrisburg, Pennsylvania, død 13. maj 2018) var amerikansk komponist og musiker.
Med sine enkle, men masive arrangementer for mange el-guitarer og med sin udforskning af guitaren som instrument var han en betydelig fornyer af amerikansk guitarkompositionsmusik i anden halvdel af 1900-tallet og en afgørende inspiration for støjrock og post-rock i 1980'erne og 1990'erne. 

## Diskografi
1. Lesson No.1 For Electric Guitar (99 Records, 1980)
2. The Ascension (99 Records, 1981)
3. Indeterminate Activity of Resultant Masses, (Atavistic, 1981/2007)
4. Bad Smells from Who Are You Staring At? med John Giorno (GPS, 1982)
5. Chicago 82 – A Dip In The Lake (Crepuscule, 1983)
6. Symphony No.3 (Gloria) (Atavistic, 1983)
7. Symphony No.1 (Tonal Plexus) (ROIR, 1983)
8. The Belly of an Architect (Crepuscule, 1987)
9. Symphony No.6 (Devil Choirs At The Gates Of Heaven) (Atavistic, 1989)
10. Symphony No.2 (The Peak of the Sacred) (Atavistic, 1992)
11. The World Upside Down (Crepuscule, 1992)
12. The Mysteries (Symphonies Nos.8 & 10) (Atavistic, 1994)
13. Les Honneurs Du Pied from Century XXI USA 2-Electric/Acoustic (various) (New Tone, 1994)
14. Symphony No.9 (l'eve future) (Point, 1995)
15. Faspeedelaybop from Just Another Asshole (various) (Atavistic, 1995)
16. Songs '77-'79 (Atavistic, 1996)
17. Symphony No.5 (Describing Planes Of An Expanding Hypersphere) (Atavistic, 1999)
18. Empty Blue (In Between, 2000)
19. Movement Within from Renegade Heaven by Bang On A Can (Cantaloupe, 2000)
20. The Mothman Prophecies [Soundtrack] (contributed 1-minute "Collage")(Lakeshore Records, 2002)